# Jean-Marie Périer
Pour les articles homonymes, voir Pillu et Périer.
Jean-Marie Pillu dit Jean-Marie Périer, né le 1er février 1940 à Neuilly-sur-Seine, est un photographe français.
Il est connu depuis sa collaboration avec le magazine Salut les copains notamment grâce à sa « Photo du siècle » prise le 12 avril 1966 qui réunit 46 grandes vedettes françaises de l'époque.

## Biographie

### Origines
Jean-Marie Pillu naît en 1940 à Neuilly-sur-Seine. Il est le fils naturel du musicien et chanteur Henri Salvador (1917-2008) et de Jacqueline Porel (1918-2012), petite-fille de Réjane, célèbre comédienne de la fin du XIXe et du début du XXe siècle.
Henri Salvador est incarcéré en 1939 à la suite d'une désertion.
Jacqueline Porel se lie avec François Périer (né Pillu) dont elle devient la compagne, ignorant qu'elle est alors enceinte de son précédent amant. 
À la naissance de Jean-Marie, le couple découvre qu'il s'agit du fils d'Henri Salvador ; François Périer reconnaît cependant l'enfant et l'élève comme son fils. Le couple se marie en 1941 et se sépare en 1947.
En 1947, Henri Salvador découvre l'existence de ce fils naturel et prend contact avec François Périer qui lui demande alors de ne pas s'approcher de l'enfant.
Jean-Marie Périer est le demi-frère par sa mère :
- du cinéaste Jean-Pierre Périer[2] (1943-1966) (fils de François Périer) ;

- de la journaliste Anne-Marie Périer (née en 1945) (fille de François Périer) ;

- de l'acteur Marc Porel (1949-1983) (fils de Gérard Landry).

Ce n'est qu'à l'âge de 16 ans que Jean-Marie Périer découvre l'histoire de sa filiation. Il raconte à ce sujet : « Quand j'en ai parlé à mon père [François Périer], il avait oublié. Et s'est effondré en larmes. » Ce n'est que bien plus tard, en 1983, que Jean-Marie Périer rencontre son père biologique Henri Salvador avec qui il noue des relations devenant complexes et distantes au fil des ans,,,.

### Photographe
En 1956, Jean-Marie Périer est engagé comme assistant du photographe Daniel Filipacchi pour les magazines Marie Claire, Paris Match, Télé 7 jours et Jazz Magazine. 
Passionné de jazz, Filipacchi anime avec son ami Frank Ténot l’émission Pour ceux qui aiment le jazz sur Europe no 1. Tous deux dirigent la revue Jazz magazine. En octobre 1959, ils lancent Salut les copains, une autre émission radiophonique, destinée cette fois aux adolescents.

« Depuis ma plus tendre enfance la musique était ma seule passion. […] Moi qui avais arrêté le piano pour ressembler à mon père, je me retrouvais avec « l’oncle Dan » qui n’était que musique. »

Ainsi, Miles Davis, Ella Fitzgerald, Dizzy Gillespie seront les premiers artistes qui poseront devant l’objectif de Jean-Marie Périer.
Après vingt-huit mois de service militaire en Algérie, Daniel Filipacchi l’engage en 1962 dans l’équipe du nouveau mensuel Salut les copains — créé à la suite du succès de l'émission éponyme (en novembre 1964 paraîtra aussi l’équivalent féminin, Mademoiselle Âge tendre).
Son style, dénué de réalisme, laisse libre cours à son imagination en mettant en scène les jeunes chanteurs populaires des années « yéyé », dont Françoise Hardy avec qui il a eu une relation.
Le 12 avril 1966, il réalise la « photo du siècle » regroupant quarante-six vedettes de l'époque.
Trente ans plus tard, ses clichés, devenus emblématiques des années 1960, font l'objet de plusieurs expositions en France et à l’étranger. Exposés pour la 1re fois à la Mairie de Paris en 2001, ils attirent 150 000 visiteurs.
Lors de ventes aux enchères, certains tirages atteignent des sommes appréciables.

« Pendant trente ans elles ont été méprisées par l'intelligentsia de la photographie. C'était trop populaire. Ce sont les mêmes aujourd'hui qui me disent que c'est de l'art. Moi je pense que ça n'est pas de l'art, c'est du spectacle. Je refuse de prendre la posture artistique. »

### Cinéaste
En 1974, Jean-Marie Périer arrête la photographie pour se tourner vers le cinéma. Il réalise notamment deux œuvres de fiction : Antoine et Sébastien en 1974 avec François Périer et Jacques Dutronc, qui fait là ses premiers pas de comédien, et Sale Rêveur en 1978, de nouveau avec Dutronc et Léa Massari.
Il réalise également Téléphone public, un documentaire de référence sur le groupe de rock français Téléphone suivi pendant leurs tournées de 1979.
Attiré par les États-Unis, Jean-Marie Périer part y travailler en janvier 1980 avec dans ses bagages quelques réalisations de films publicitaires comme sésame — Il avait fait ses premières armes en 1968 pour la boisson Canada Dry. En Amérique, il en réalisera plusieurs centaines d’autres. Six ans après, se partageant entre New York et Paris, il réalise trois clips contre la drogue : « La Drogue, c’est de la merde », en 1986 puis en février 1987 avec l'aide de Michel Platini, enfin en 1990, avec l’acteur portoricain Benicio del Toro.

### Retour à la photographie
Sa sœur Anne-Marie, rédactrice en chef de l’hebdomadaire féminin Elle, lui propose de revenir à la photographie. Les chanteurs sont remplacés par les couturiers et les mannequins. Il travaille également pour Paris Match et Le Figaro Magazine.
Sont notamment passés devant son objectif : les Beatles, les Rolling Stones, Bob Dylan, Marianne Faithfull, Jacques Dutronc, Françoise Hardy, Johnny Hallyday, Sylvie Vartan, Eddy Mitchell, Dick Rivers, Sheila, Dani, Étienne Daho, Benjamin Siksou, Michel Berger, France Gall, Claude François, Mylène Farmer, Michel Sardou, Ophélie Winter, Bertrand Delanoë, Íngrid Betancourt, Carla Bruni, Yves Saint Laurent, Jean-Paul Gaultier, Valérie Lemercier, Thierry Mugler, Claudia Schiffer, Karl Lagerfeld, Hélène Grimaud…
À l’aube des années 2000, il se décide à publier des ouvrages regroupant ses photographies (Mes années 1960, Flash) ou relatant sa vie (Enfant gâté, Le Temps d'apprendre à vivre…). Dans Enfant gâté, paru en 2001, il révèle notamment la vérité sur sa filiation. Après la parution du livre, Henri Salvador rompt toute relation avec Jean-Marie Périer. Ce dernier commente en 2008 : « Il m'ignore et dit de moi des choses désagréables dans les médias. C'est une histoire triste. Tant pis pour lui, il passe à côté de mes enfants »,.
En 2008, le documentaire Flashback sur Jean-Marie Périer, retrace toute sa carrière et dévoile des documents rares et inédits de sa vie privée et de sa vie professionnelle.
Il vit à Villeneuve (en Aveyron), où se trouve la Maison de la photographie, qui abrite près de deux cents de ses clichés ainsi qu'une collection d’anciens appareils photos.

### Vie privée
Jean-Marie Périer est le père de trois enfants : 
- Paul Périer (né en 1975) (acteur) avec Nathalie Chantrel
- Lola Pillu-Périer (maraîchère) avec Véronique Chassin
- Arthur Pillu-Périer (né en 1985) (animateur radiophonique, acteur[11]) avec Véronique Chassin

## Réalisations

### Cinéma
- 1971 : Tumuc Humac (scénarisé en collaboration avec Jacques Lanzmann) avec François Périer, Marc Porel, Dani, André Pousse
- 1974 : Antoine et Sébastien avec François Périer, Jacques Dutronc[12], Ottavia Piccolo
- 1978 : Sale Rêveur (scénarisé par Pascal Jardin) avec Jacques Dutronc, Lea Massari, Jean Bouise

### Télévision
- 1966 : Les Enfants du palais, d’après un texte de Michel Cournot[13], avec François Périer, Dani et la voix de Simone Signoret. Film diffusé sur la deuxième chaîne de l'ORTF pour « Les Dossiers de l'écran » d’Armand Jammot[14].
- 1972 : Pour une pomme, réalisé par Jean-Marie Périer et Claude Barrois, avec Gilbert Montagné, diffusé sur la 2ème chaîne de l'ORTF.
- 1973 : Brassens, pourquoi t’as les cheveux blancs ?, réalisé par J-M Périer et Claude Barrois, avec Georges Brassens et Raphaël Delarue (l’enfant), diffusée le 27 décembre 1973 sur la 3e chaîne de l’ORTF.
- 1985 : Love & Happiness, David Sanborn en direct avec Marcus Miller, Don Grolnick, Hiram Bullock, Buddy Williams et Hamish Stuart[15].
- 1999 : Salut Sex, documentaire pour Canal+ sur Jacques Dutronc[16] avec Pierre Dutronc (père), Françoise Hardy, Thomas Dutronc, Jean Luisi (Le diable), François Périer, Jacques Lanzmann, Sandrine Kiberlain…
- 2007 : L'Attrape-Salinger, avec Frédéric Beigbeder, Marie Darrieussecq, Éric Neuhoff… Diffusé sur Canal Jimmy le 23 septembre 2007[17].
- 2008 : Comment rater complètement sa vie, d’après l’ouvrage de Dominique Noguez[18]. Courtes chroniques présentées par Jacques Dutronc, diffusées sur Paris Première à partir du 20 octobre 2008[19].
- 2008/2009 : Mes années 1960, série diffusée sur France 5 à partir du 20 octobre 2008[20].

Expositions
- 2002 : à l'hôtel de ville de Paris
- 2003 : au Manège, Festival international de Moscou, Moscou
- 2005 : Rétrospective au couvent des Minimes, Perpignan
- 2006 : à la Snap Gallery, Birmingham
- 2007 : à la Young galerie, Bruxelles
- 2008 : Yves Saint-Laurent, au Fine Art Museum of San Francisco, San Francisco
- 2008 : à la Cinquième Galerie, Paris
- 2009 : au Cercle de Wallonie, Namur
- 2009 : Who Shot Rock’n Roll, au Brooklyn Museum, New York
- 2009 : Scopitone, les années de légende, à la Photo12 Galerie, Paris
- 2009 : Backstage Pass, au Portland Museum, Portland
- 2010 : Sixties, à la galerie Pierre-Mahaux, Megève
- 2010 : Fashion, à la galerie Polka, Los Angeles
- 2010 : Fashion, à la galerie Polka, Paris
- 2010 : Autour du Pop, aux galeries VIPs, à Rotterdam et Amsterdam
- 2011 : Françoise, à la Photo12 Galerie, Paris[21]
- 2011 : au château l’Hospitalet, Narbonne
- 2012 : à l'abbaye des Capucins, Montauban (organisée par Delphine Charon de Label Expositions)
- 2012 : Portraits de mode, au ZEN Department Store, Bangkok (organisée par la galerie Polka)
- 2013 : Rock'n Roll, à la galerie Polka, Paris
- 2013 : au Bazacle, Toulouse (organisée par Delphine Charon de Label Expositions)
- 2013 : Pour ceux qui aiment le Jazz, à la Photo12 Galerie, Paris[22]
- 2014 : Rolling Stones revealed, à la Photo12 Galerie, Paris[23]
- 2014 : à Bourbon-Lancy
- 2015 : à la galerie Pompidou, Anglet (organisée par Delphine Charon de Label Expositions)
- 2016 : à Vichy (organisée par Delphine Charon de Label Expositions)
- 2017 : Jean-Marie Périer, couturier de la photographie française, au centre de la photographie Frères Lumière, Moscou
- 2017 : au musée Toulouse-Lautrec, Albi (organisée par Delphine Charon de Label Expositions)
- 2017 : aux archives et bibliothèque départementales Gaston-Defferre, Marseille (organisée par Delphine Charon de Label Expositions)

## Reportages musicaux
- 1979 : Téléphone public avec : Jean-Louis Aubert, Louis Bertignac, Richard Kolinka, Corine Marienneau. A représenté la France en sélection officielle hors compétition du Festival de Cannes 1980[24].
- 1992 : Dutronc au Casino, tour de chant de Jacques Dutronc filmé au Casino de Paris, les 12, 13 et 14 novembre 1992, DVD Columbia/Sony Music (SMV 2013092) 2000.

## Documentaire sur Jean-Marie Périer
- 2008 : Flashback sur Jean-Marie Périer, par Nicolas Maupied & Christian Lamet (52 min), Dreamway Productions, diffusé sur la TSR et France 3. Avec la participation de Françoise Hardy, Anne-Marie Périer-Sardou, Julie Andrieu, Lola Pillu-Périer avec, dans le rôle de Jean-Marie Périer, Jacques Dutronc, Pierre Lescure, Johnny Hallyday, Eddy Mitchell, Frédéric Beigbeder. Un site « making of » comportant des séquences et des documents inédits lui est consacré[25]. Le documentaire a été primé Lauréat Télémaques - Savoir au Présent en 2009/2010, et fait l'objet d'un sujet d'études pédagogique dans de très nombreuses classes.

## Publications

### Autobiographies
- Enfant gâté, Paris, XO Éditions, 2001, 188 p.  (ISBN 978-2-845-63048-2)
- Le Temps d'apprendre à vivre..., Paris, XO Éditions, 2004, 288 p.  (ISBN 978-2-845-63136-6)

### Biographie
- Oncle Dan, Paris, XO Éditions, 2008, 272 p.  (ISBN 978-2-84563-289-9)[26]

### Document
- Casse-toi, Oh ! Éditions, février 2010, 176 p.
- Loin de Paris, Éditions Kero, 2013, 428 p.
- Réjane ou la Belle Époque, Loin de Paris, 2020.

### Nouvelle
- Jules et Jim, dans 13 à table ! 2015, Paris : Pocket n° 16073, novembre 2014.  (ISBN 978-2-266-25405-2)

### Photographies
- Mes années 1960, éd. Filipacchi, octobre 1998, 330 p.
- Mes années 1960, tome 2, éd. Filipacchi, décembre 1999, 190 p.  (ISBN 978-2-850-18673-8)
- Mes années 1960, l'Intégrale, éd. Filipacchi, octobre 2002, 477 p.
- Flash : Photos 1990-2001, éd. Filipacchi, octobre 2002, 263 p.
- Des amis de tous poils... de chats, éd. Agnès Viénot, décembre 2002, 64 p.
- Le Rêve. Un spectacle créé par Dragone[27], préface de Jean-Claude Carrière, texte de Jean-Marie Périer, éd. Flammarion, décembre 2005, 192 p.  (ISBN 978-2-080-11454-9)
- Jean-Marie Périer, éditions du Chêne, novembre 2008, 445 p.  (ISBN 978-2-842-77809-5)
- Françoise, éditions du Chêne, octobre 2011, 240 p.
- Rencontres, éditions du Chêne, octobre 2012, 288 p.
- Jean-Marie Périer, t. 49, Reporters sans frontières (RSF) / édition illustrée, coll. « 100 photos pour la liberté de la presse », 2 juillet 2015, 148 p. (ISBN 978-2362200335)[28].
- 1960-1970, Loin de Paris, 2020.

## Décoration
- Commandeur de l'ordre des Arts et des Lettres. Il est promu au grade de commandeur le 13 septembre 2016[29].